# 鹿野氏圓胸菊虎
鹿野氏圓胸菊虎（学名：Prothemus kanoi）为菊虎科圓胸菊虎屬下的一个种。